# Ethel Bellamy
Ethel Bellamy   (Oxford, 17 de novembre de 1881 - Weymouth, 7 de desembre de 1960) Ethel Frances Butwell Bellamy va ser una informàtica astronòmica i sismòloga britànica, que va ajudar a catalogar la posició de més d'un milió d'estrelles.

## Biografia
Era filla de Mary Bellamy (de soltera, Castell) i de Montague Edward James Butwell Bellamy. El seu oncle, Frank Arthur Bellamy, era assistent de l'Observatori Radcliffe de la Universitat d'Oxford. El 1899, als 17 anys, Ethel Bellamy va començar a treballar per a ell, a temps parcial des de casa seva, com a assistent. Feia els càlculs per a les contribucions d'Oxford als projectes de la Carte du Ciel i el Catàleg Astrogràfic, sota la direcció del titular de la càtedra Saviliana d'astronomia, Herbert Hall Turner. El 1912, Turner la va nomenar segona assistent de l'observatori, un càrrec permanent a temps complet, per 50 lliures esterlines a l'any. El lloc al qual va accedir havia estat ocupat anteriorment per un altre dels seus oncles, Frederick Bellamy, que havia mort molt jove, abans que ella nasqués.
Després de completar el paper d'Oxford al Catàleg Astrogràfic, Turner va decidir ajudar a l'Observatori Vaticà, que estava tenint dificultats amb els seus càlculs. De 1911 a 1928, Bellamy va fer les reduccions en els mesuraments i va preparar els resultats per a la seva publicació; l'anàlisi de la zona del Vaticà estava "totalment en les seves mans". En reconeixement de la seva tasca, el Vaticà li va atorgar una medalla de plata el 1928; no obstant això, la seva feina sobre aquest tema no havia estat remunerada. Al 1928, ella i el seu oncle havien catalogat la posició de més d'un milió d'estels.
El 1918 Bellamy es va convertir en assistent de sismologia de l'observatori. Ella operava sismògrafs, mantenia correspondència amb sis-centes estacions de sismògrafs i en recopilava les dades per ser analitzades. Després que un nou assistent anomenat Joseph Hughes hagués calculat els epicentres dels terratrèmols, va preparar els resultats per a la seva publicació en l'International Seismological Summary (ISS). A més, ella mateixa va calcular els epicentres per a sis nombres durant la Segona Guerra Mundial mentre Hughes estava servint en les forces armades.
En aquest lloc va treballar en una barraca sense calefacció fins al 1927, la qual cosa li va causar malestar i va agreujar la seva mala salut. El 1930, l'any de la mort de Turner, es va convertir en l'editora de la ISS; en memòria seva, ella va produir de forma voluntària un índex dels epicentres de 1925 a 1935 i un mapa del món que en mostra les ubicacions. Entre 1913 i 1939 va publicar nou articles, dos dels quals amb el seu oncle. El seu oncle va morir el 1936 i va deixar una valuosa col·lecció a la Universitat de Cambridge. Les finances de Bellamy van millorar quan la Universitat de Cambridge va rebutjar el llegat del seu oncle per poder vendre'l.
El 1939, Bellamy va publicar un article a la revista científica Nature, que se centra en la distribució geogràfica dels epicentres dels terratrèmols registrats pel Comitè Sismològic de l'Associació Britànica des de 1913 fins a 1932.
Va viure amb l'oncle Frank Bellamy a Oxford fins al 1949. Després es va jubilar i es traslladà a Upwey, Dorset. Va morir a Weymouth el 7 de desembre de 1960.

## Reconeixements
La casa en la qual va viure, en el número 2 de Winchester Road, a Oxford, entre 1930 i 1949, exhibeix una placa blava en memòria seva.
Bellamy era membre de la British Astronomical Association i va ser escollida membre de la Reial Societat Astronòmica el 1926. A més, Oxford li va atorgar un títol honorífic de Mestratge en Arts.